# Myleus pacu
Myleus pacu, popularmente conhecida como pacupeba ou pacu-peba, é uma espécie de peixe.